# Pirimelidae
Pirimelidae é uma família de crustáceos pertencentes à ordem Decapoda.
Géneros:
- Parapirimela Van Straelen, 1937
- Pirimela Leach, 1816
- Pliopirimela Van Bakel, Jagt, Fraaije & Willie, 2003
- Sirpus Gordon, 1953
- Trachypirimela Müller, 1974